# Вулиця Збоїща
Вулиця Збоїща — вулиця у Шевченківському районі міста Львів, місцевість Збоїща. Пролягає від перехрестя вулиць Полтв'яної та Чигиринської до вулиці Гетьмана Мазепи. Прилучаються вулиці Берестяна, Кущова, Шкіряна, Очаківська, Космічна, Рубінова, Степового і Купальська.

## Історія та забудова
Вулиця виникла у складі селища Збоїща, не пізніше 1952 року отримала назву вулиця Сталіна, на честь комуністичного лідера Й. Сталіна. У 1958 році, після приєднання селища до Львова, перейменована на Трудову. Сучасну назву вулиця має з 1993 року, на честь колишнього селища, а нині місцевості у якій вона розташована.
Місцевість, де пролягає вулиця, почала забудовуватися у 1920-х—1930-х роках, сучасна забудова складається з одноповерхових садиб. Збереглося кілька старих дерев'яних будинків, що представляють собою типову стару забудову Збоїщ, серед яких виділяються будинок № 25 із дерев'яною верандою, зведений у стилі фахверк, і будинок № 5 із постсецесійним оздобленням. В останньому з цих будинків у 1990-х роках містилася редакція газети «Шлях перемоги» — органу Конгресу українських націоналістів.

## Релігійні установи
Під № 11 будується церква Священномученика Романа Лиска і Всіх Новомучеників (УГКЦ).